# Uniwersalny czas koordynowany

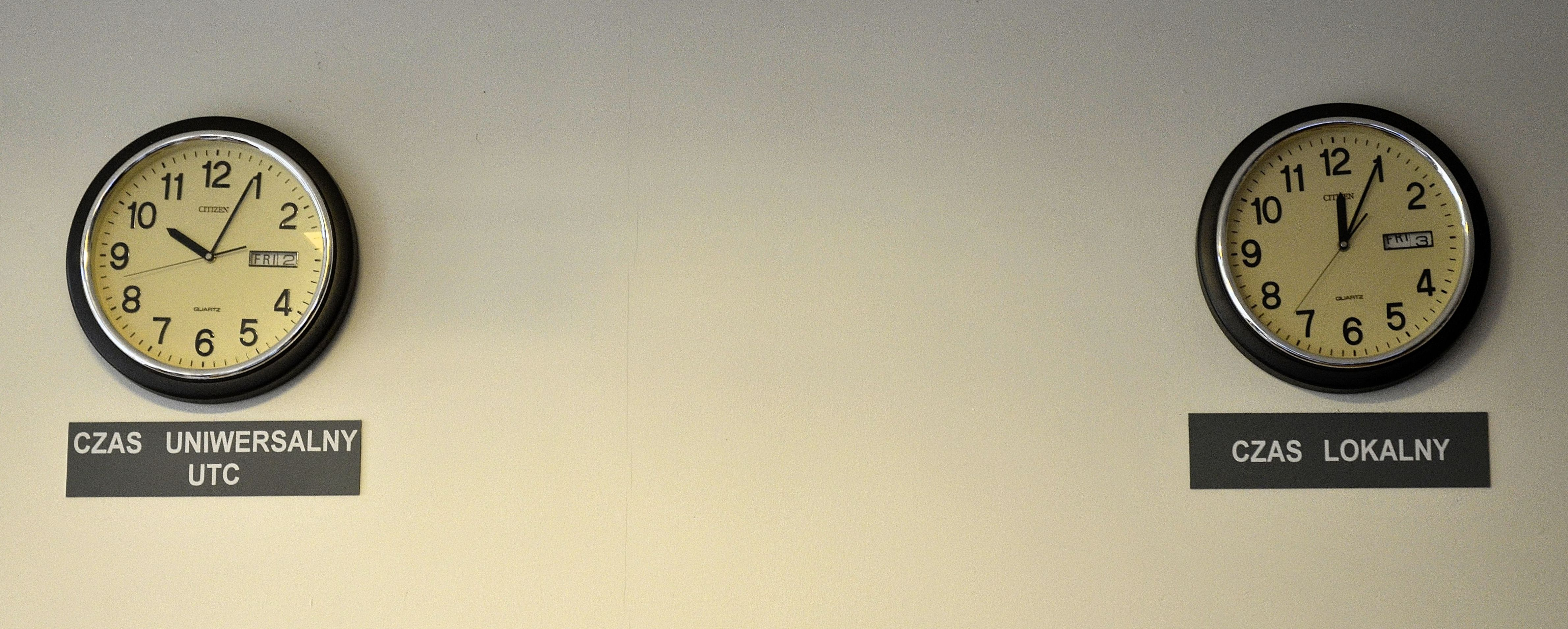
Zegary pokazujące czas UTC i czas lokalny w Polsce (czas środkowoeuropejski letni) w Instytucie Meteorologii i Gospodarki Wodnej w Warszawie

Uniwersalny czas koordynowany (ang. Coordinated Universal Time, Universal Time Coordinated, UTC; fr. Temps Universel Coordonné) – wzorcowy czas ustalany na podstawie TAI (fr. Temps Atomique International), uwzględniający nieregularność ruchu obrotowego Ziemi i koordynowany względem czasu słonecznego. 
Aby zapewnić, że Słońce średnio w ciągu roku przechodzi nad południkiem zerowym o godz. 12:00 UTC z dokładnością nie mniejszą niż 0,9 s, od czasu do czasu do UTC dodawana jest tzw. sekunda przestępna (zakłada się również możliwość odjęcia sekundy przestępnej, jednak dotychczas taka konieczność nie zdarzyła się). Operację tę przeprowadza IERS (International Earth Rotation and Reference Systems Service).

## Opis
Coordinated Universal Time jest wyrażany za pomocą 24-godzinnego zegara i wykorzystuje kalendarz gregoriański. Jest używany w nawigacji lotniczej i morskiej, gdzie jest znany pod swoją wojskową nazwą Zulu time („Czas Zulu” – „Zulu” w alfabecie fonetycznym odpowiada literze „z”, oznaczającej południk zerowy, czyli długość geograficzną 0, w londyńskiej dzielnicy Greenwich).
UTC został zdefiniowany przez Comité Consultatif International des Radiocommunications (CCIR), poprzednika Międzynarodowego Związku Telekomunikacyjnego. Pełną definicję zawiera Recommendation 460-6 z 2002.
Uniwersalny czas koordynowany używa akronimu UTC jako kompromisu pomiędzy CUT odpowiadającemu angielskiej nazwie i TUC odpowiadającemu nazwie francuskiej.
Polska znajduje się w strefach czasowych:
- UTC+01:00 (czas środkowoeuropejski (CET), w okresie zimowym) oraz
- UTC+02:00 (czas środkowoeuropejski letni (CEST), w okresie letnim).

Różnią się one odpowiednio o 1 i 2 godziny od uniwersalnego czasu skoordynowanego.
W Polsce stosuje się czas UTC(PL) – wprowadzony w 2003 ustawowo jako czas urzędowy do zastosowań oficjalnych, udostępniany z dwóch adresów IP przez Główny Urząd Miar, oraz czas UTC (AOS) – podawany do celów naukowych przez Obserwatorium Astrogeodynamiczne Centrum Badań Kosmicznych PAN w Borówcu pod Poznaniem.